# Arthur John Birch
Arthur John Birch, avstralski kemik, * 3. avgust 1915, Sydney, Novi Južni Wales, Avstralija, † 8. december 1995, Canberra, Avstralija.
Birch je najbolj znan po izumu Birchove redukcije aromatičnih krogov, ki je splošno uporabljena v sintetična organski kemiji.
Med letoma 1982 in 1986 je bil predsednik Avstralske akademije znanosti. Bil je tudi član Kraljeve družbe.
1. 1 2 3  Record #11930614X // Gemeinsame Normdatei — 2012—2016.
2. 1 2  SNAC — 2010.